# Croix de cimetière de Kernascléden

La Croix de cimetière de Kernascléden est située  au cimetière de Kernascléden dans le Morbihan.

## Historique
La croix de cimetière de Kernascléden fait l’objet d’une inscription au titre des monuments historiques depuis le 15 juin 1925.
La croix était érigée dans l'ancien cimetière et a été déplacée dans le cimetière actuel en 1878.

## Architecture
Le socle de la croix est un ancien autel comprenant un soubassement pour officier, avec deux marches. La table est saillante avec une moulure décorée de rinceaux gothiques. Des colonnettes sont engagées sur les angles du soubassement. Une partie faisant retable représente en bas-reliefs sur chacun des quatre côtés du socle la Cène, la Mise au tombeau, la Descente aux Enfers et la Résurrection.
Au-dessus, la croix porte le Christ au recto et la Vierge Marie au verso
.

## Galerie

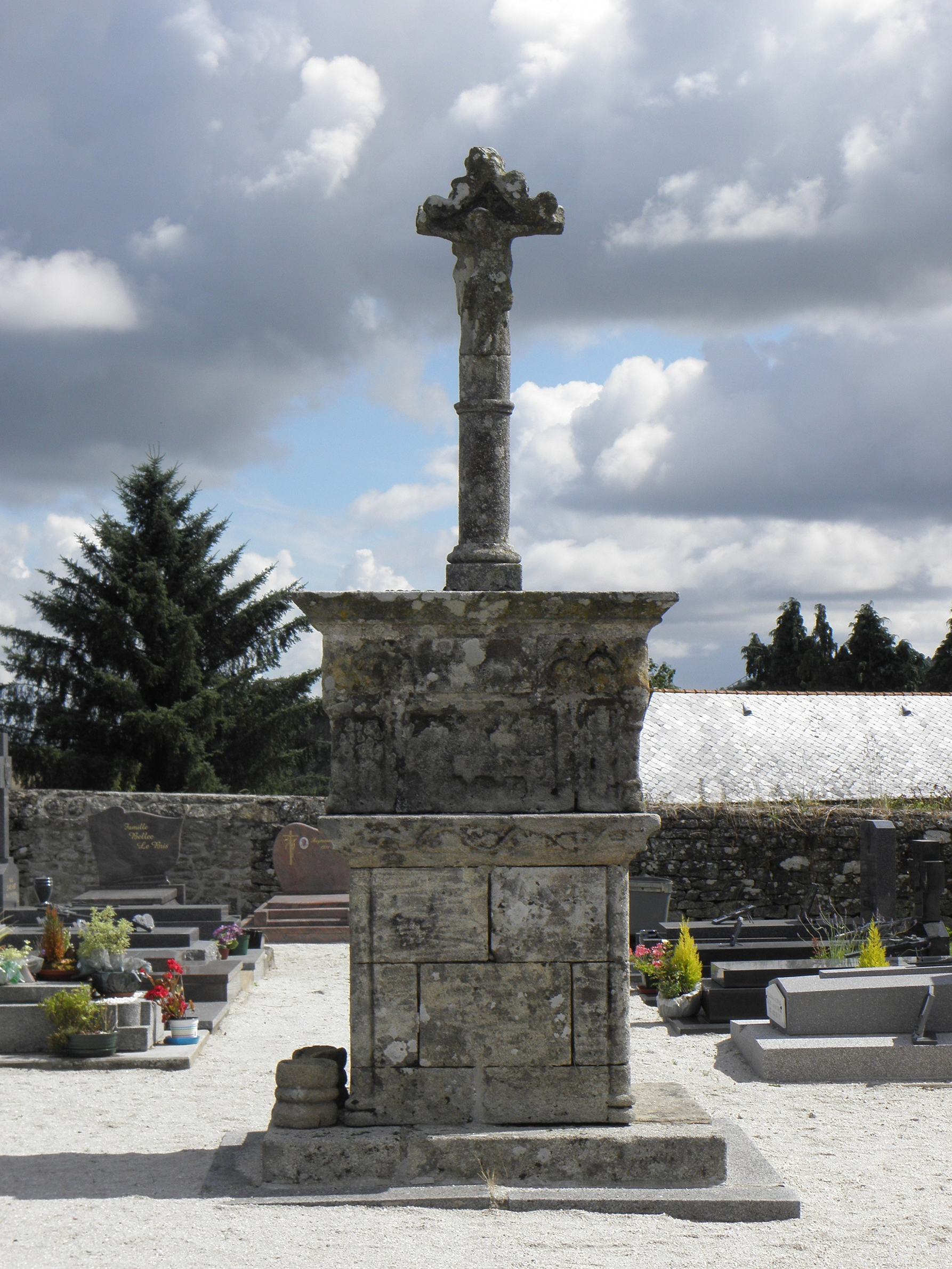
Face ouest: Crucifixion et Résurrection du Christ.
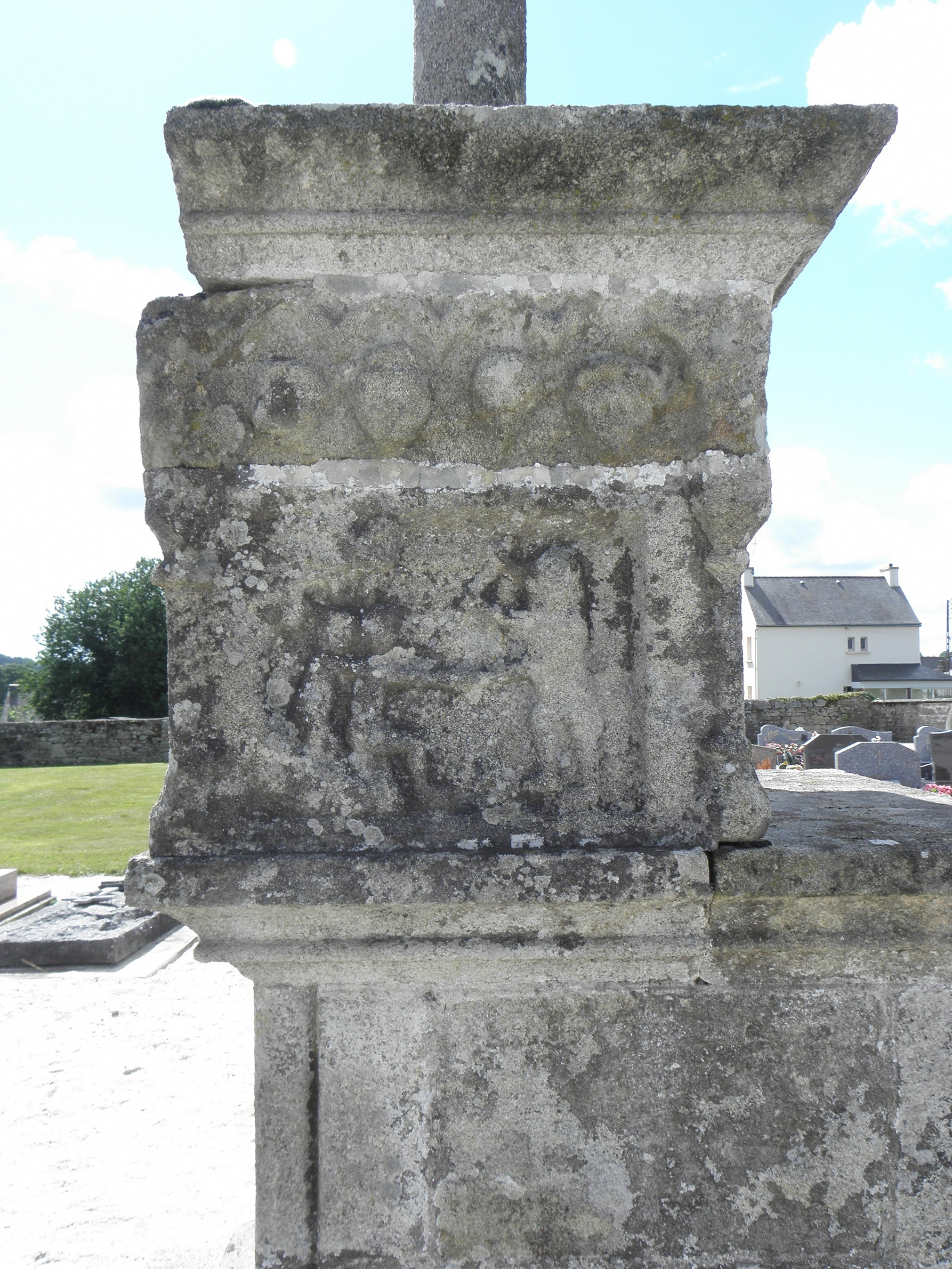
Face nord: Descente aux enfers.
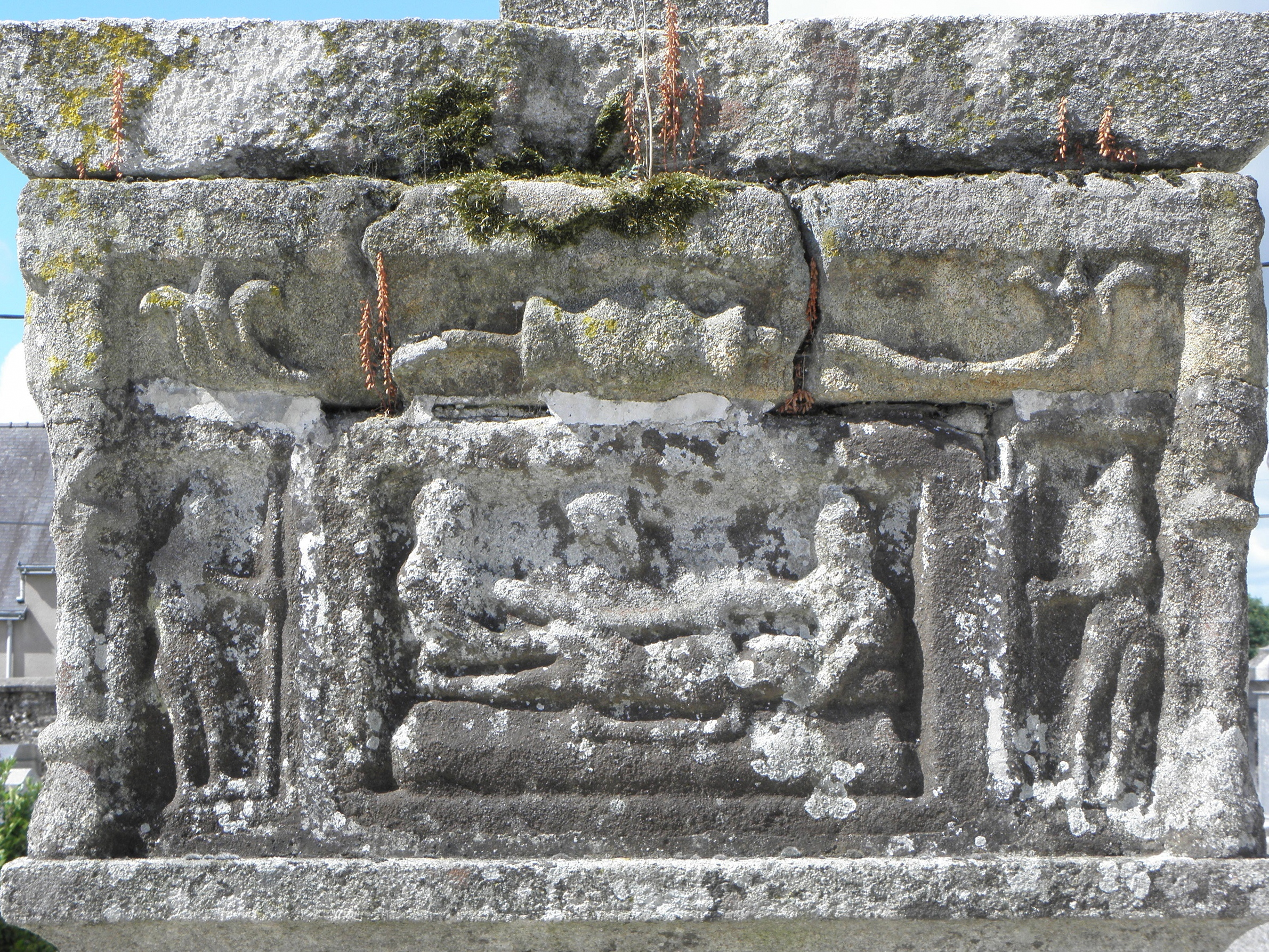
Mise au tombeau.
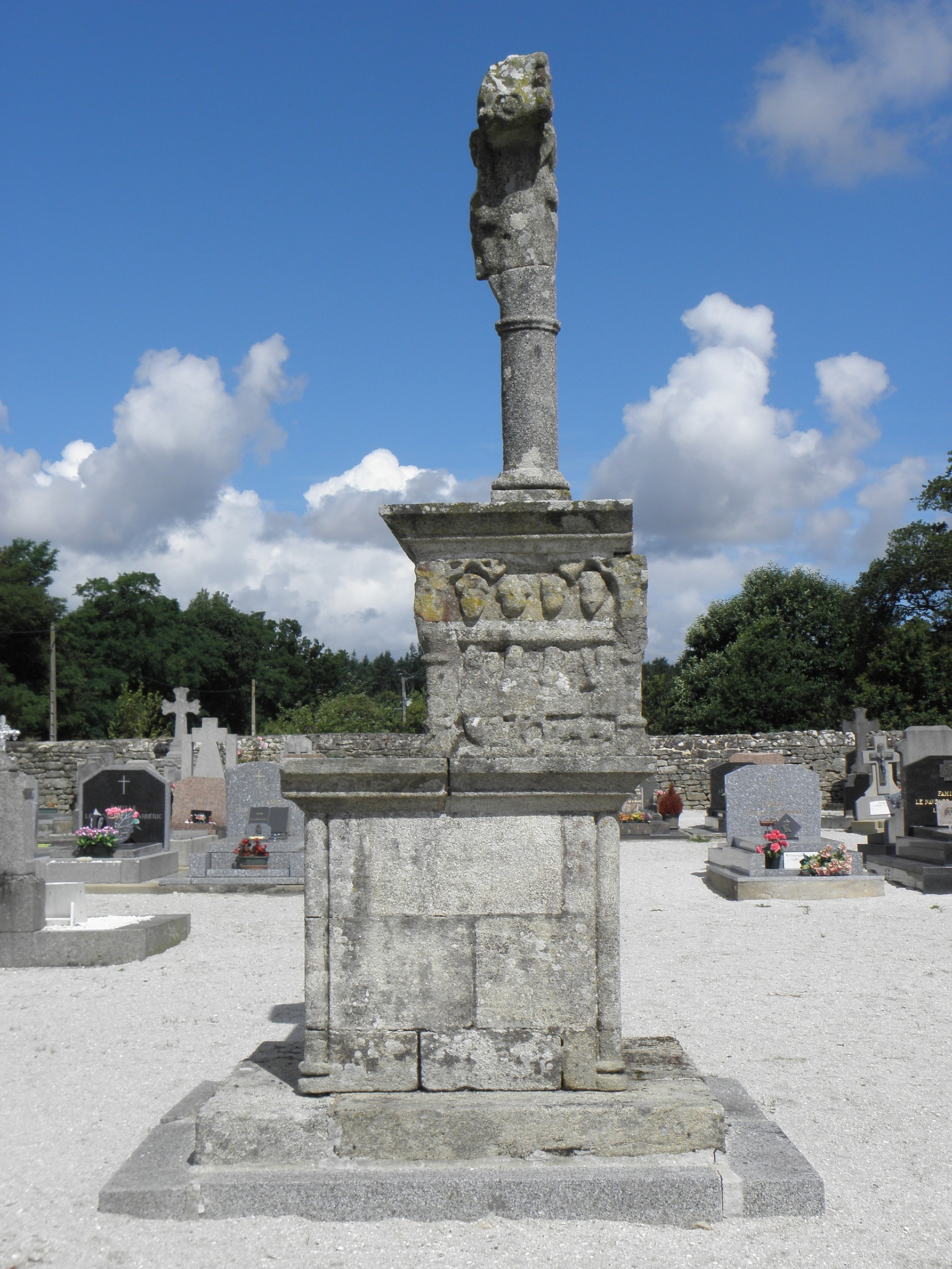
Face sud: La Cène.